# Omicidio di Elvira Orlandini
L'omicidio di Elvira Orlandini, noto anche come omicidio del Corpus Domini, venne commesso il 5 giugno del 1947 a Toiano, nella provincia di Pisa, ed è rimasto un caso irrisolto che sconvolse l'opinione pubblica italiana nel secondo dopoguerra. Il processo contro l'unico indiziato attirò l'interesse dell'opinione pubblica che si divise fra colpevolisti e innocentisti e il clamore mediatico fu tale che presso il tribunale arrivarono per assistere al processo anche duemila persone e il delitto divenne un caso nazionale, seguito da inviati di molti quotidiani che pubblicarono resoconti dettagliati delle udienze.

## Storia
Elvira Orlandini, una ragazza di 22 anni era figlia di mezzadri e viveva con i genitori e le sorelle in un podere nei pressi di Toiano, località del comune di Palaia. La giovane era fidanzata con un compaesano e le nozze erano programmate per l’autunno successivo. Nel frattempo, Elvira aiutava i famigliari nel lavoro dei campi e prestava servizio saltuariamente come domestica per la ricca famiglia svizzera dei Salt. Attorno alle ore 17 di giovedì 5 giugno del 1947, durante la processione del Corpus Domini, il cadavere di Elvira venne scoperto nel vicino bosco delle Purghe, dove si era recata per rifornimento di acqua potabile presso una fonte. L’autopsia rilevò che la ragazza morì per un taglio alla gola lungo almeno 12 centimetri ed inferto con un coltello affilato, al quale seguirono altre coltellate al capo quando era ormai già morta; successivamente il corpo venne trascinato lungo il sentiero del Botro della Lupa, un vecchio canale di scolo dismesso che attraversava il bosco. Accanto al corpo vennero repertate inoltre alcune carte di caramelle di una marca non commercializzata nei pochi esercizi commerciali di Toiano e del vicino capoluogo di Palaia. Il cadavere venne ritrovato dal padre e dalla madre che erano andati a cercarla quel pomeriggio stesso, preoccupati per l’insolito ritardo della figlia dal rifornimento di acqua alla fonte. Non ci furono testimoni e l'arma del delitto non venne mai trovata; inoltre l'assassino prese gli slip di Elvira. Fra i sospettati vi furono un parente vicino alla vittima, il figlio della famiglia romana che aveva preso residenza a Toiano in quegli anni, e infine il fidanzato, con il quale era prossima alle nozze. I carabinieri arrestarono il fidanzato, Ugo Ancillotti, veterano di guerra coetaneo della ragazza, nonostante l'opposizione dei compaesani. Durante le indagini emersero alcuni elementi che potevano indirizzare su altre soluzioni, come ad esempio il fatto che Elvira temesse di essere rimasta incinta, timore che aveva confidato a una sedicente maga della zona. Questa donna riferì che la ragazza aveva una relazione con un uomo sposato e che inoltre temeva di morire. Si ipotizzò che questi fosse il figlio dei Salt, presso cui talvolta Elvira e le sorelle avevano lavorato come donne delle pulizie e cameriere,. Al giovane venne procurato un alibi che dimostrava che era stato a Roma il giorno del delitto grazie al verbale di contravvenzione per un’auto della madre; un altro sospettato fu un parente di Elvira ma alla fine delle indagini rimase come imputato, anche se senza un movente credibile, solo il fidanzato Ugo Ancillotti.
Leonardi, il maresciallo dei Carabinieri, arrestò il fidanzato perché ritenne che fosse arrivato sul luogo del delitto senza che qualcuno glielo avesse prima indicato e per via delle macchie di sangue sui pantaloni; inoltre i rapporti tra i due fidanzati non erano dei migliori. Dopo iniziali riluttanze, emerse che i due giovani avevano interrotto la relazione almeno un paio di volte, con tanto di reciproca restituzione di anelli di fidanzamento e altri modesti doni scambiati in tale occasione. Una sorella di Elvira testimoniò che l’ultimo litigio serio tra i due era avvenuto una settimana prima dell’omicidio, allorché lei stessa aveva accompagnato la giovane coppia a Pontedera per acquistare le fedi nuziali e ordinare presso un mobiliere la camera matrimoniale per la loro futura casa coniugale. La donna aggiunse che negli ultimi tempi Elvira era molto dimagrita, aveva frequenti crisi nervose e scoppi di pianto e appariva di umore depresso. La sorella, inoltre, le aveva fatto capire di temere di essere già incinta, particolare che sarà tuttavia smentito dall’autopsia. Tutto ciò, unito a voci su precedenti simpatie della vittima per altri giovani del posto, fece pensare al movente della gelosia. Ancillotti però non confessò mai. Nel processo, che attirò enormemente l'attenzione dell'opinione pubblica, l'accusato ebbe come difensore Giacomo Picchiotti, un avvocato e parlamentare socialista che, insieme ai colleghi Gattai e Gelati, patrocinò gratuitamente l'imputato, nella convinzione che si trattasse di un processo indiziario a carico di un giovane di condizioni modeste e facile da additare come colpevole agli occhi della pubblica opinione. Il processo iniziò nel 1949 a Pisa e il clamore mediatico della vicenda causò un grande afflusso di pubblico e qualche disordine per i contrasti tra colpevolisti e innocentisti che costrinse a trasferirlo a Firenze. Anche qui il richiamo fu notevole e ad alcune udienze assistettero fino a duemila persone, molte delle quali all'esterno della sede del tribunale. Il processo verteva però su prove inconsistenti tanto che il procuratore generale chiese diciotto anni invece dell'ergastolo, ma l'impianto accusatorio non resse lo stesso in quanto vicino al luogo del delitto vennero trovate impronte di scarpa numero 40, mentre Ancillotti portava il 43 e le macchie ematiche sui pantaloni erano molto piccole e comunque incompatibili con quelle che si sarebbero avute durante un atto efferato come l'omicidio di Elvira. Inoltre, i due fidanzati avevano lo stesso gruppo sanguigno e quindi avrebbero potuto essere anche dello stesso Ancillotti. Circa poi il fatto di essere giunto sul luogo del delitto senza che nessuno glielo avesse prima indicato, si scoprì che quando venne svegliato e gli dissero della tragedia, prese la bicicletta e si diresse verso casa Orlandini ma arrivò prima sul luogo del delitto solo perché si trovava lungo il percorso. Il 14 luglio i giudici svolsero senza risultati un sopralluogo nel bosco nel quale era stato ritrovato il corpo. Il processo si concluse dichiarando l'imputato innocente per insufficienza di prove, sentenza che venne confermata in appello; l'imputato tornò a vivere a Toiano.
Il caso rimase irrisolto e a ricordare la vittima venne messa una foto su una lapide commemorativa nel Botro della Lupa. Il 30 marzo 2013 è morto a 91 anni l'unico imputato, il fidanzato Ugo Ancillotti che si è sempre proclamato innocente.